# Raung
Raung (indonesio: Gunung Raung) es uno de los volcanes más activos de la isla de Java en Indonesia.
Está situado en la provincia de Java Oriental y tiene una caldera de 2 kilómetros de ancho y 500 metros de profundidad rodeada de un borde grisáceo. La diferencia de color del borde y los flancos de los volcanes se debe a la falta de vegetación del borde en comparación con la saludable y extensa vegetación de los flancos. Raung, que está a casi 3.332 metros sobre el nivel del mar, es el volcán más alto de un grupo de volcanes cercanos. 
Aunque los valles entre los principales volcanes cuentan con un suelo fértil y enriquecido con ceniza para la agricultura, la tierra disponible es muy limitada.  El Monte Raung puede verse desde la playa de Lovina, Singaraja, al norte de Bali. La ruta normal de escalada es a través de Bondowoso y Sumber Wringin.
Su primera erupción registrada fue en 1586, y produjo varias en muertes; entre 1586 y 1817 se registraron otras cinco erupciones mortales.

## Erupción de 2015

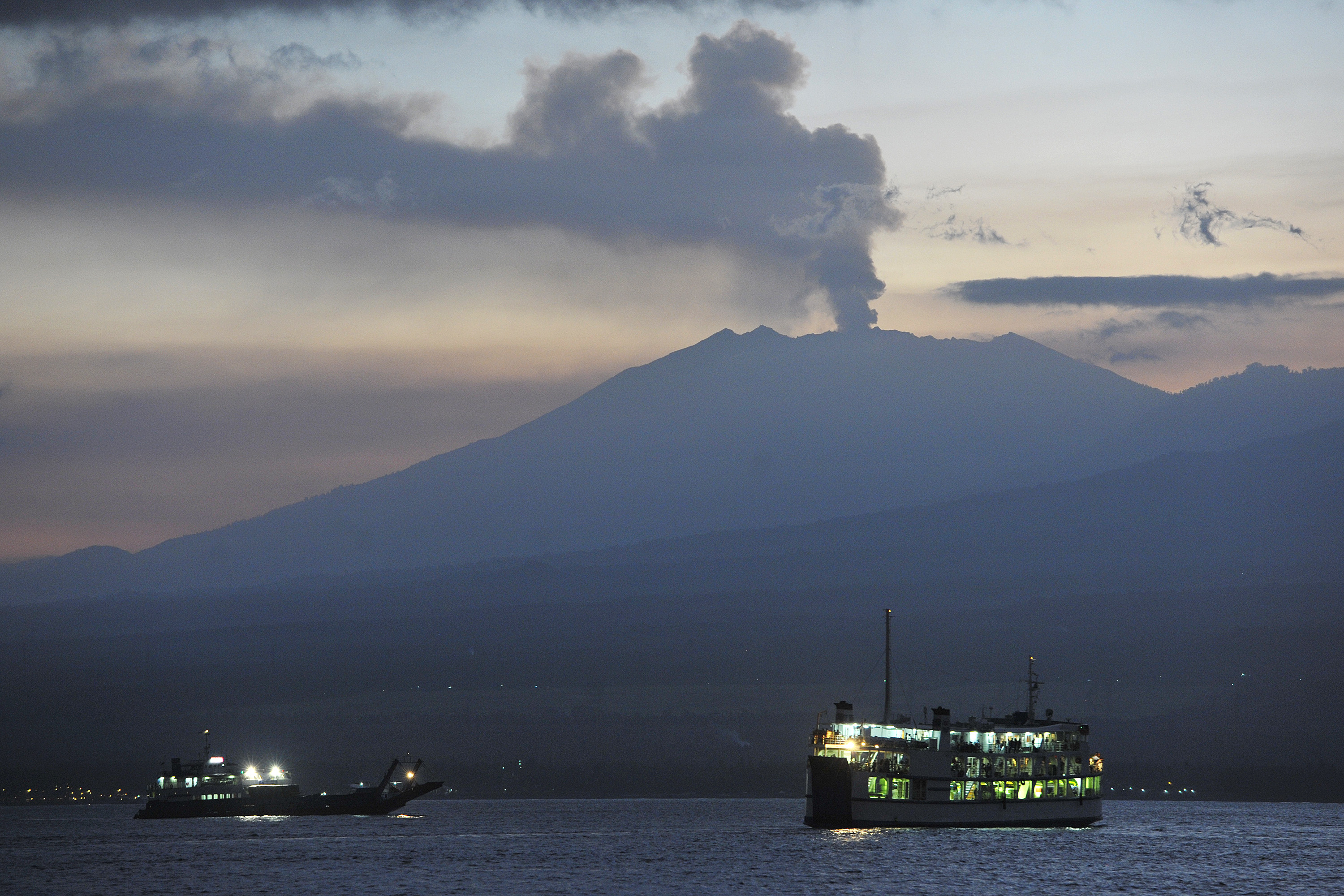
La erupción de Raung vista desde el Estrecho de Bali

El volcán comenzó a mostrar una mayor actividad el 24 de junio de 2015, y el 29 de junio de 2015 comenzó a expulsar material causando una nube de polvo que dio lugar a que se emitieran advertencias a los residentes dentro de un radio de 3 km de la caldera, y causando la interrupción de los vuelos de entrada y salida de la cercana Bali. Según las imágenes de Landsat de principios de julio de 2015, hay un nuevo lago de lava en la montaña, por lo que al volcán tiene actualmente dos lagos de lava, incluido un lago más antiguo. Esto probablemente retrasará la plena erupción del volcán por un corto tiempo. Actualmente la caldera es todavía suficientemente grande para mantener la lava dentro.
A partir del 9 de julio de 2015, varios aeropuertos de toda Indonesia -incluidos los de la popular isla vacacional de Bali y los de Surabaya durante el Idul Fitri- quedaron cerrados debido a la ceniza que producían las erupciones. Las emisiones de cenizas explosivas cesaron durante la tarde del 14 de agosto. Parece probable que la erupción haya llegado más o menos a su fin. 

## Galería

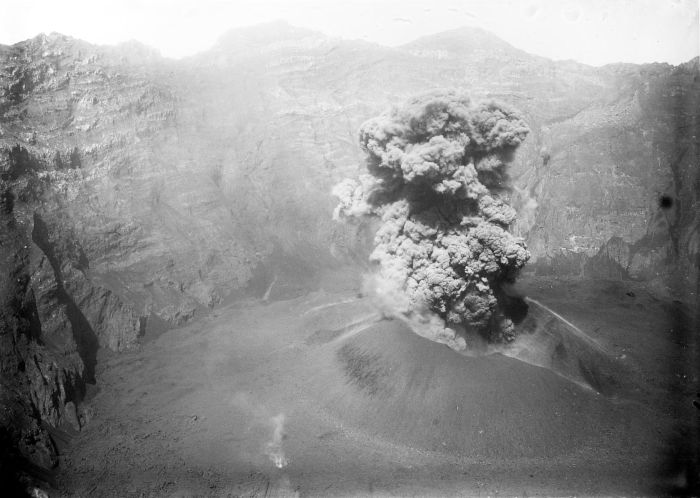
Erupción de 1913
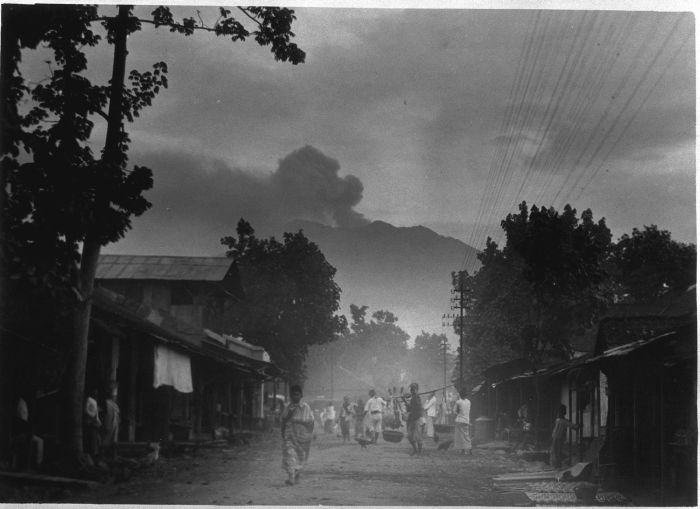
Erupción de 1927
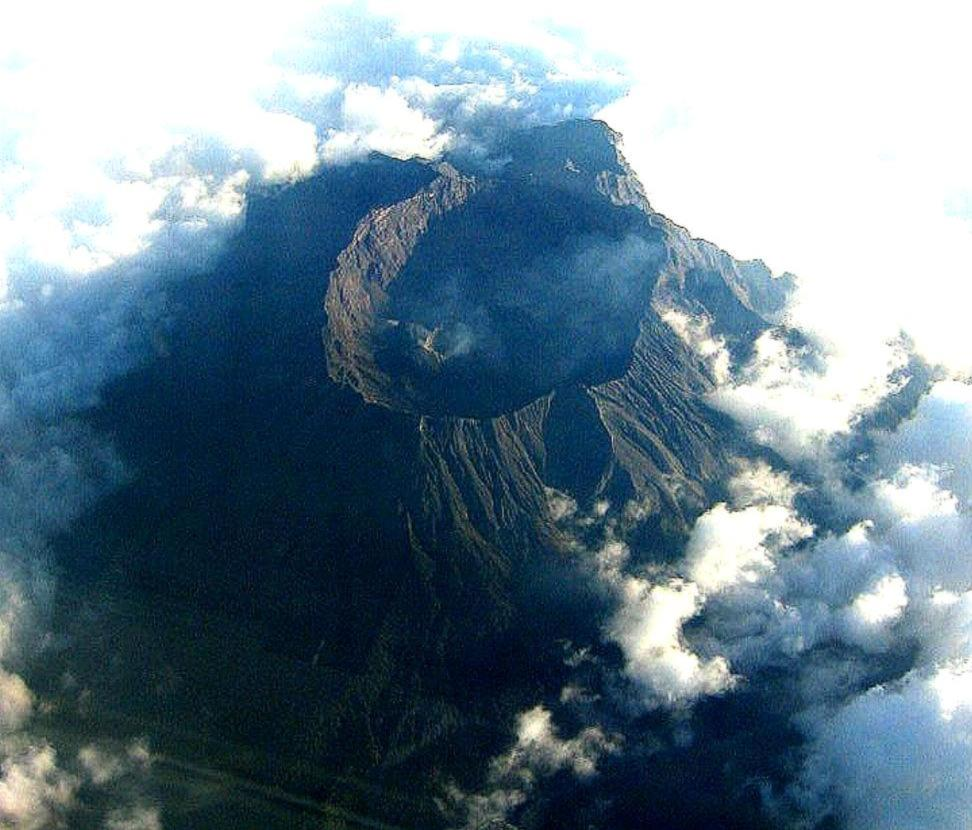
Raung, Septiembre de 2005
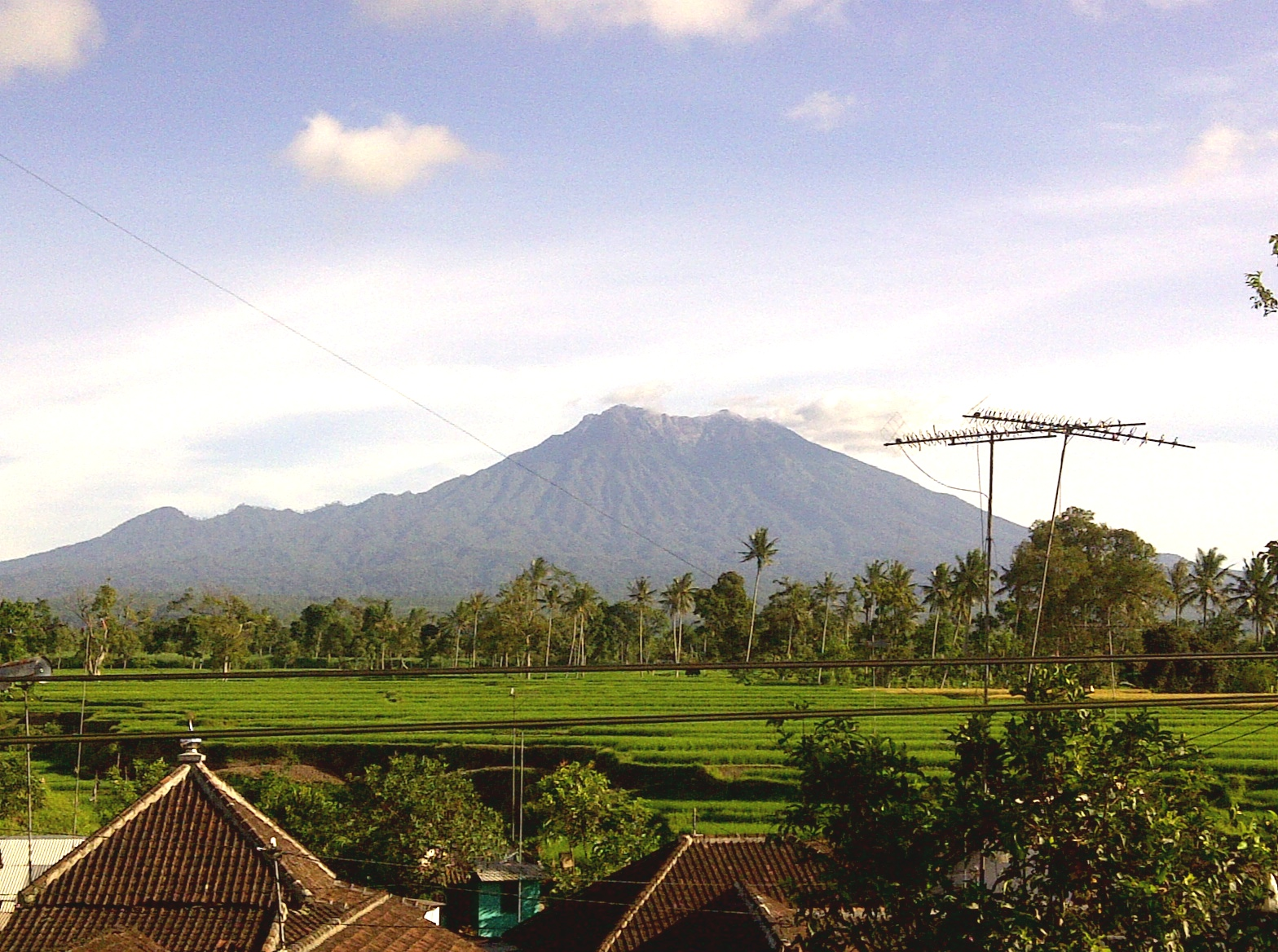
El monte Raung visto desde la ciudad de Kalibaru, 2013